# Frank Sander (Wasserspringer)
Frank Sander (* 5. Februar 1980 in Malchin) ist ein deutscher Sportarzt und ehemaliger deutscher Wasserspringer.

## Leben
Er besuchte die CJD Jugenddorf-Christophorusschule Rostock und trainierte im Wasserspringerclub Rostock. Frank Sander studierte Sport und Biologie auf Lehramt für Gymnasium sowie anschließend Medizin an der Universität Rostock.

## Erfolge

### Deutsche Meisterschaften
Seit 1998 nimmt Frank Sander regelmäßig an den Deutschen Meisterschaften im Wasserspringen teil. Dabei wurde er im Freien insgesamt vier Mal Deutscher Meister (2000 in der Kombination, 2000 und 2002 im Synchronspringen vom Turm mit Frank Düffer und 2006 im Kunstspringen von 3 m) und gewann sieben Silber- und acht Bronzemedaillen. In der Halle wurde er insgesamt drei Mal Deutscher Meister (2000 und 2001 in der Kombination, sowie 2008 im Kunstspringen von 1 m) und gewann 6 Silber- und 9 Bronzemedaillen.

### Internationale Erfolge
2004 hat Frank Sander an den Wettkämpfen im 3-m-Kunstspringen bei den Olympischen Sommerspielen in Athen teilgenommen. Bei seinen Teilnahmen an den Weltmeisterschaften 2003 in Barcelona und bei den Weltmeisterschaften 2005 in Montreal reichte es jeweils für einen 20. Platz im Kunstspringen von 1 m. Bei den Europameisterschaften in Madrid 2004 belegte er den 5. Rang im Kunstspringen vom 1-Meter-Brett.